# Красний Деркул
Кра́сний Де́ркул — село в Україні, у Широківській селищній громаді Щастинського району Луганської області. Населення становить 259 осіб.

## Населення
За даними перепису 2001 року населення села становило 259 осіб, з них 20,85 % зазначили рідною мову українську, а 79,15 % — російську.

## Історія
В околицях села виявлено поселення пізньої бронзи, могильник раннього середньовіччя, 12 курганних могильників із 16-ма курганами.
Засноване село у XVIII столітті. Територію заселили козаки, селяни, втікачі з Чернігівської, Полтавської, Воронезької губерній. Новостворений хутір мав назву Ларіонів — від прізвища власника землі, настоятеля Свято-Троїцького храму в Біловодську — Ларіона. Ще хутір називали Ларіонів-Деркульський.
Сучасна назва з'явилася в роки радянської епохи, адже утворена шляхом дублювання назви річки та додане слово «красний».

## Пам'ятки
У селі є Братська могила радянських воїнів. Історико-архітектурною пам'яткою села була церква Різдва Пресвятої Богородиці, побудована на початку XVIII століття. Пам'ятка знищена пожежею у березні 2011 року. Нині будується нова церква.

## Відомі люди
- Подвезенний Олексій Геннадійович (1997—2021) — солдат Збройних сил України, учасник російсько-української війни.